# Василе Христу
Василе Христу, известен понякога и с обългарената форма на името си Васил Христов (на румънски: Vasile Hristu) е български историк, работещ в областта национално-революционното движение през Възраждането, преводач и общественик.

## Биография
Роден е в град Горна Джумая през 1905 година в арумънско семейство. Завършва горноджумайската гимназия „Св. св. Кирил и Методий“, след което заминава за Букурещ, където учи литература и философия и в 1932 година специализира история. В Румъния превежда и публикува в печата произведения на български поети и писатели.
Завръща се в България и става учител в Горноджумайското основно румънско училище. В 1934 година е сред основателите на Българо-съветското дружество в София. Пише и в румънския и в българския печат статии за българо-румънските културни връзки. Историческите му изследвания са в областта на националноосвободителното движение.
Умира в София в 1968 година.